# Hun hed Breezy
Hun hed Breeze (originaltitel Breezy) er amerikansk romantisk dramafilm, der er instrueret af Clint Eastwood. Det er Eastwoods tredje film som instruktør, og han har en ukrediteret gæsteoptræden, hvor han kort ses iført en hvid jakke på en mole. Manuskriptet er skrevet af Jo Heims, og hovedrollerne spilles af William Holden og Kay Lenz.
Filmen handler om en midaldrende mand og hans forhold til en ung kvinde.

## Handling
Frank Harmon (William Holden) er en fraskilt midaldrende mand, der bor alene i et luksuriøst hjem i Hollywood Hills. Han er en enspænder, der nyder sin ensomhed og undgår at have seriøse forhold med kvinder.
Tilfældigt møder han den ubekymrede Breezy (Kay Lenz), en 19-årig fritlevende type. Hendes ubekymrede og uhøjtidelig holdning til livet rør noget i ham, selv om han er den første ikke lyst til at indrømme.
Breezy formår med sin charme, at nedrive den kyniske Franks facade, og snart er de to et par. I deres omgangskreds møder de dog ingen forståelse. Frank har at kæmpe hårdt, så mens Breezy stadig fuldstændig uimponeret håndtere det. Et forhold mellem ligemænd synes at være næsten umuligt ved første øjekast på grund af aldersforskellen, livserfaring og deres sociale position.
Efter hans ven Bob har holdt et langt foredrag om sin midtvejskrise. Bob får Frank til at føle at hans liv er dårligt, og navnlig at han er sammen med en så ung pige. Frank føler sig herefter distanceret fra Breezy han ender med at afslutte forholdet fordi han ikke kan tåle presset fra omgivelser og det store aldersspænd.
Efter hun er væk føler han sig ensom.Frank tænker ofte på Breezy og er bekymret for, om hun har det godt, selvom deres forhold kun varede en uge. En aften ringer telefonen, fordi Breezy har været i et færdselsuheld, hvor hendes nye mand døde. Det finder herefter sammen igen, og Frank siger, at hvis de er heldige kan de måske være sammen i et år.

## Medvirkende
- William Holden som Frank Harmon
- Kay Lenz som Edith Alice 'Breezy' Breezerman
- Roger C. Carmel som Bob Henderson
- Marj Dusay som Betty Tobin
- Joan Hotchkis som Paula Harmon
- Lynn Borden som Harmons date for én
- Shelley Morrison som Nancy Henderson
- Eugene Peterson som Charlie

## Modtagelse
De tidlige anmeldelser inden udgivelsen var negative, hvilket gjorde at studiet skrinlagde filmen i et års tid. Den blev herefter udgivet med meget lidt reklame. Det var ikke en kommerciel succes, og nåede knap in Top 50, før den ikke længere gik i biograferne. Eastwood mente, at Universal havde besluttet at filmen skulle fejle længde inden den blev udgivet. Han sagde, at "offentligheden blev væk, fordi den ikke blev promoveret nok, og den blev solgt på en uinteressant måde". Visse kritikere, inklusive Richard Schickel der skrev en biografi om Eastwood, mente at det seksuelle indhold i filmen, og kærlighedsscenerne var for bløde til at blive husket ordentligt for et så potentielt skandaløst forhold mellem Harmon og Breezy, og han kommenterede at "det er ikke en sexet film. Endnu engang var Eastwood for høflig i sin erotik."
Lenz og Breezy-karaktererne blev brugt til handling i Philip K. Dicks roman VALIS.
Breezy blev ikke udgivet på VHS før 1998. Universal Pictures udgav filmen på DVD i 2004, med en spilletid på 106 minutter (NTSC). The film is in widescreen and Dolby Digital 2.0 Mono.

## I populærkultur
Uddrag fra filmen er brugt til musiknummeret "Breezy" (nogle gange kaldet "My Name's Breezy") af den franske housegruppe Make the Girl Dance, på deres album Everything is Gonna be OK in the End fra 2011.